# Fabrice Martin
Fabrice Martin (Baiona, 11 de setembre de 1986) és un tennista professional francès.
En el seu palmarès hi ha set títols en dobles masculins, tot i que destaca haver disputat la final de Roland Garros al costat de Jérémy Chardy.

## Torneigs de Grand Slam

### Dobles masculins: 1 (0−1)
| Resultat  | Núm. | Any  | Torneig       | Parella       | Oponents                    | Marcador    |
| --------- | ---- | ---- | ------------- | ------------- | --------------------------- | ----------- |
| Finalista | 1.   | 2019 | Roland Garros | Jérémy Chardy | Kevin Krawietz Andreas Mies | 2−6, 6−7(3) |

## Palmarès

### Dobles masculins: 22 (8−14)
| Llegenda                          |
| --------------------------------- |
| Grand Slams (0−1)                 |
| ATP Finals (0−0)                  |
| ATP World Tour Masters 1000 (0−1) |
| ATP World Tour 500 (1−3)          |
| ATP World Tour 250 (7−9)          |

| Títols per superfície |
| --------------------- |
| Dura (7−9)            |
| Gespa (0−1)           |
| Terra batuda (1−4)    |

| Resultat  | Núm. | Data                   | Torneig                    | Superfície   | Parella                | Oponents                            | Marcador             |
| --------- | ---- | ---------------------- | -------------------------- | ------------ | ---------------------- | ----------------------------------- | -------------------- |
| Finalista | 1.   | 8 de febrer de 2015    | Zagreb, Croàcia            | Dura (i)     | Purav Raja             | Marin Draganja Henri Kontinen       | 4−6, 4−6             |
| Guanyador | 1.   | 10 de gener de 2016    | Chennai, Índia             | Dura         | Oliver Marach          | Austin Krajicek Benoît Paire        | 6−3, 7−5             |
| Guanyador | 2.   | 21 de febrer de 2016   | Delray Beach, Estats Units | Dura         | Oliver Marach          | Bob Bryan Mike Bryan                | 3−6, 7−6(7), [13−11] |
| Finalista | 2.   | 13 de juny de 2016     | Stuttgart, Alemanya        | Gespa        | Oliver Marach          | Marcus Daniell Artem Sitak          | 7−6(4), 4−6, [8−10]  |
| Finalista | 3.   | 2 d'octubre de 2016    | Shenzhen, Xina             | Dura         | Oliver Marach          | Fabio Fognini Robert Lindstedt      | 6−7(4), 3−6          |
| Finalista | 4.   | 30 d'octubre de 2016   | Viena, Àustria             | Dura (i)     | Oliver Marach          | Łukasz Kubot Marcelo Melo           | 6−4, 3−6, [11−13]    |
| Guanyador | 3.   | 7 de gener de 2017     | Doha, Qatar                | Dura         | Jérémy Chardy          | Vasek Pospisil Radek Štěpánek       | 6−4, 7−6(3)          |
| Finalista | 5.   | 12 de febrer de 2017   | Montpeller, França         | Dura (i)     | Daniel Nestor          | Alexander Zverev Mischa Zverev      | 4−6, 7−6(3), [7−10]  |
| Finalista | 6.   | 7 de maig de 2017      | Múnic, Alemanya            | Terra batuda | Jérémy Chardy          | J.S. Cabal Robert Farah             | 3−6, 3−6             |
| Finalista | 7.   | 29 d'octubre de 2017   | Basilea, Suïssa            | Dura (i)     | Édouard Roger-Vasselin | Ivan Dodig Marcel Granollers        | 5−7, 6−7(6)          |
| Guanyador | 4.   | 24 de febrer de 2019   | Marsella, França           | Dura (i)     | Jérémy Chardy          | Ben McLachlan Matwé Middelkoop      | 6−3, 6−7(4), [10−3]  |
| Guanyador | 5.   | 5 de maig de 2019      | Estoril, Portugal          | Terra batuda | Jérémy Chardy          | Luke Bambridge Jonny O'Mara         | 7−5, 7−6(3)          |
| Finalista | 8.   | 9 de juny de 2019      | Roland Garros, França      | Terra batuda | Jérémy Chardy          | Kevin Krawietz Andreas Mies         | 2−6, 6−7(3)          |
| Finalista | 9.   | 29 d'octubre de 2019   | Chengdu, Xina              | Dura         | Jonathan Erlich        | Nikola Čačić Dušan Lajović          | 6−7(9), 6−3, [3−10]  |
| Guanyador | 6.   | 18 de gener de 2020    | Adelaida, Austràlia        | Dura         | Máximo González        | Ivan Dodig Filip Polášek            | 7−6(12), 6−3         |
| Finalista | 10.  | 21 de setembre de 2020 | Roma, Itàlia               | Terra batuda | Jérémy Chardy          | Marcel Granollers Horacio Zeballos  | 4−6, 7−5, [8−10]     |
| Finalista | 11.  | 7 de febrer de 2021    | Melbourne, Austràlia       | Dura         | Jérémy Chardy          | Nikola Mektić Mate Pavić            | 6−7(2), 3−6          |
| Guanyador | 7.   | 24 d'octubre de 2021   | Anvers, Bèlgica            | Dura (i)     | Nicolas Mahut          | Wesley Koolhof Jean-Julien Rojer    | 6−0, 6−1             |
| Finalista | 12.  | 9 d'octubre de 2022    | Nursultan, Kazakhstan      | Dura (i)     | Adrian Mannarino       | Nikola Mektić Mate Pavić            | 4−6, 2−6             |
| Finalista | 13.  | 26 de febrer de 2023   | Marsella                   | Dura (i)     | Nicolas Mahut          | Santiago González É. Roger-Vasselin | 6−4, 6−7(4), [7−10]  |
| Guanyador | 8.   | 4 de març de 2023      | Dubai, Emirats Àrabs Units | Dura         | Maxime Cressy          | Lloyd Glasspool Harri Heliövaara    | 7−6(2), 6−4          |
| Finalista | 14.  | 21 de juliol de 2024   | Gstaad, Suïssa             | Terra batuda | Ugo Humbert            | Yuki Bhambri Albano Olivetti        | 6−3, 3−6, [6−10]     |

## Trajectòria

### Dobles masculins
| Open d'Austràlia | A   | A   | A    | 2R    | 2R    | 3R    | 2R    | 2R    | 1R    | 1R | SF | 0 / 8     | 10 – 8    |
| Roland Garros | 1R  | 1R  | A    | 2R    | 1R    | 1R    | F     | 3R    | 2R    | 2R | 1R | 0 / 10    | 11 – 10   |
| Wimbledon | A   | A   | 1R   | 3R    | 2R    | 1R    | 2R    | NC    | 3R    |    | 2R | 0 / 7     | 7 – 7     |
| US Open | A   | A   | 2R   | 2R    | 3R    | 3R    | 3R    | 2R    | 2R    | 1R | 1R | 0 / 9     | 8 – 9     |
| Total Victòries−Derrotes                                                                                                   | 0−2 | 0−2 | 9−11 | 42−27 | 34−29 | 12−25 | 31−20 | 22−16 | 25−28 |    |    | 183 – 170 | 183 – 170 |
| Rànquing a final d'any | 202 | 148 | 71   | 37    | 33    | 86    | 29    | 26    | 27    |    |    |           |           |
| Llegenda: G: Guanyador; F: Finalista; SF: Semifinalista; QF: Quarts de final; Q: Qualificació; A: Absent; RR: Round Robin; |     |     |      |       |       |       |       |       |       |    |    |           |           |

### Dobles mixts
| Open d'Austràlia | A   | 2R  | 1R  | A   | 1R  | 1R  | 1R |    | 0 / 5   | 1 – 5   |
| Roland Garros | 2R  | 1R  | A   | 1R  | NC  | A   | 1R | QF | 0 / 5   | 3 – 5   |
| Wimbledon | 1R  | 2R  | 2R  | 2R  | NC  | 2R  | A  | 1R | 0 / 6   | 3 – 6   |
| US Open | 1R  | 2R  | A   | QF  | NC  | QF  |    |    | 0 / 4   | 5 – 4   |
| Total Victòries−Derrotes                                                                                                   | 1−3 | 3−4 | 1−2 | 3−3 | 0−1 | 2−2 |    |    | 10 – 17 | 10 – 17 |
| Llegenda: G: Guanyador; F: Finalista; SF: Semifinalista; QF: Quarts de final; Q: Qualificació; A: Absent; RR: Round Robin; |     |     |     |     |     |     |    |    |         |         |